# Fort bij Vechten

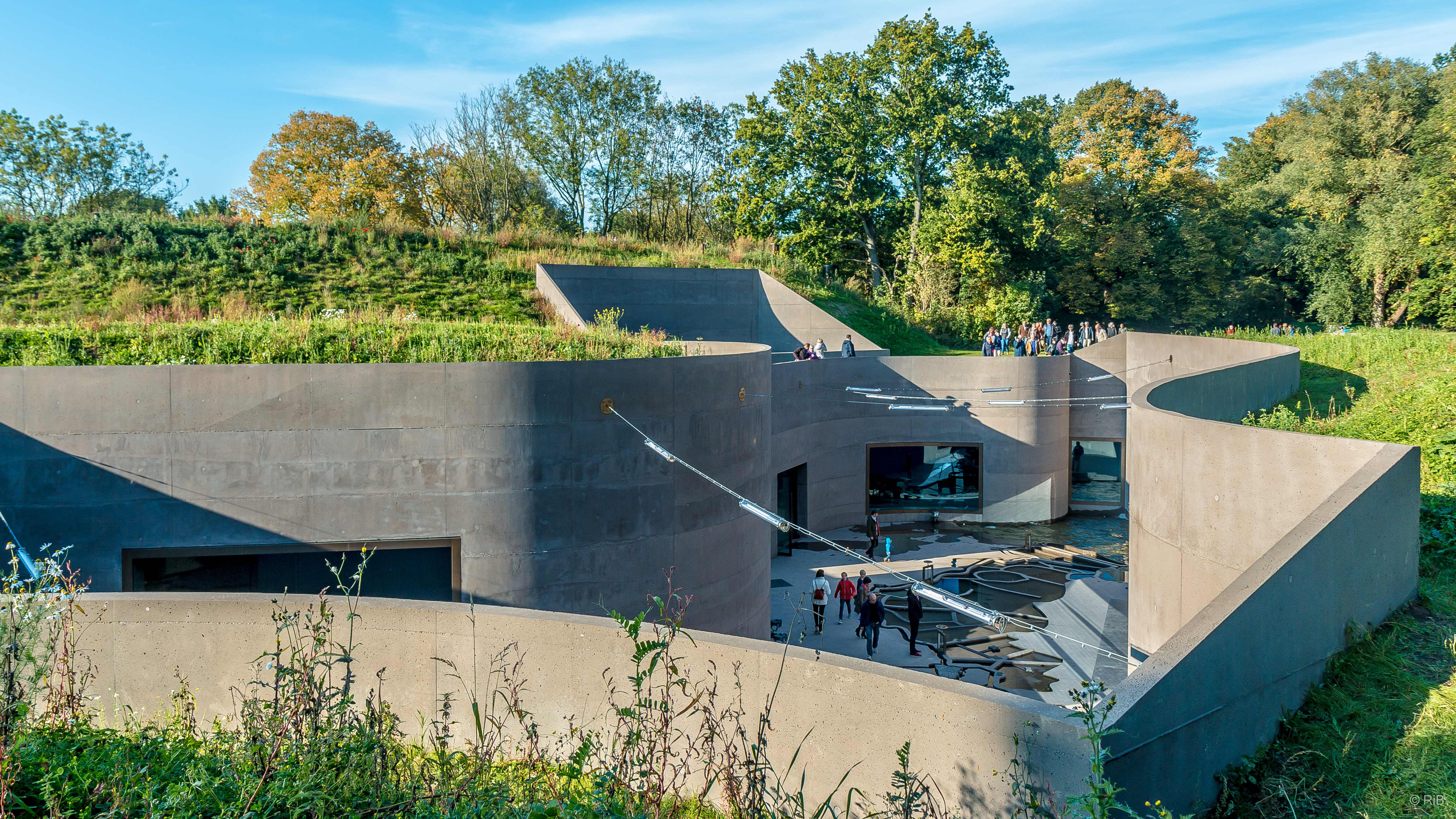
Waterliniemuseum

Fort bij Vechten bij Bunnik is een Nederlands fort, gebouwd van 1867 tot 1870. Het is binnen de gracht 17 hectare groot en binnen de grenspalen 23 ha. Er zijn 16 miljoen bakstenen verwerkt in de 22 gebouwen van het fort. Het maakt deel uit van de Nieuwe Hollandse Waterlinie (NHW) en is sinds 1996 eigendom van Staatsbosbeheer. Van 1950 tot 1996 was het fort in gebruik bij Defensie (150e depot) voor de opslag van non-ferro- en ferrometalen en rubberen binnen- en buitenbanden. Sinds 10 oktober 2015 is hier het Waterliniemuseum Fort bij Vechten gevestigd.

## Beschrijving en functie
Met een oppervlakte van 23 hectare is het Fort bij Vechten het op een na grootste fort van de NHW. Alleen Fort bij Rijnauwen is groter. Het werd gebouwd in 1867–1870 als deel van de vooruitgeschoven linie bij Utrecht, die moest dienen ter afsluiting van de Houtense Vlakte, een relatief hoger gelegen gebied dat niet volledig geïnundeerd kon worden.
Het fort ligt op enige afstand van de stad naar het oosten en diende om artillerieaanvallen op de stad Utrecht en op achter het fort gelegen verdedigingswerken te voorkomen of te belemmeren. Bij een succesvolle vijandelijke aanval zouden de terugtrekkende Nederlandse troepen in het fort worden opgenomen. Na een hergroepering was dan een eventueel Nederlands offensief weer mogelijk. Het naburige Fort bij Rijnauwen had eenzelfde functie.
Fort Vechten bestaat, onder andere, uit flank- en reversbatterijen, een bomvrije kazerne, wachtgebouwen, remises, een reduit, en een glacis ook wel buitenfort genoemd.
Het fort was een mengvorm van het polygonale- en gebastioneerde stelsels. Het werd omsloten door een brede diepe gracht. Aan de achter- of westzijde kreeg het drie bruggen die allemaal zijn verdwenen. Er kwam een aarden dam voor in de plaats. Het hele binnenterrein is omsloten door een hoge wal. In de wal zaten op diverse plaatsen flankbatterijen voor de nabijverdediging. Van hieruit kon de gracht rondom het fort bestreken worden met vuur.
De keel- of achtergracht nam men onder vuur met kanonnen die opgesteld waren in het reduit. Het vijfhoekig reduit was een verdedigingswerk van gemetselde bakstenen. De dikke muren boden de fortbezetting veiligheid wanneer delen van het fort door de vijand zouden zijn ingenomen. Het reduit was een door een eigen gracht omgeven binnenfort van waaruit de vijand in het fort onder vuur kon worden genomen. In de buitenmuren zitten overal schietgaten; in het midden ligt een grote poterne. Het reduit zou lange tijd kunnen standhouden. Het beschikte over een eigen keuken, drinkwatervoorziening, legeringsklokalen en magazijnen.

## Huidige bestemming
In het fort is het Nationale Waterliniecentrum gebouwd, een uitgebreider informatiecentrum over de Waterlinie, dat bij de opening de naam Waterliniemuseum Fort bij Vechten heeft gekregen. Het fort wordt ook gebruikt voor recreatieve doeleinden. Zo worden er regelmatig feesten en festivals georganiseerd en worden er diverse outdoor-evenementen, bedrijfsuitjes en teambuildingsdagen georganiseerd.
Ook worden er rondleidingen gegeven en zijn er jaarlijks terugkerende evenementen, waaronder open zondagen (zomerperiode), Open Monumentenweekend (2e weekend van september) en de De Nacht van de Nacht.
Het Waterliniepad loopt langs dit fort.
Op het terrein van het fort is een unieke vorm van flora en fauna. Zo leven er 5 soorten vleermuizen (baardvleermuis, franjestaartvleermuis, dwergvleermuis, grootoorvleermuis en de watervleermuis).

## Omgeving

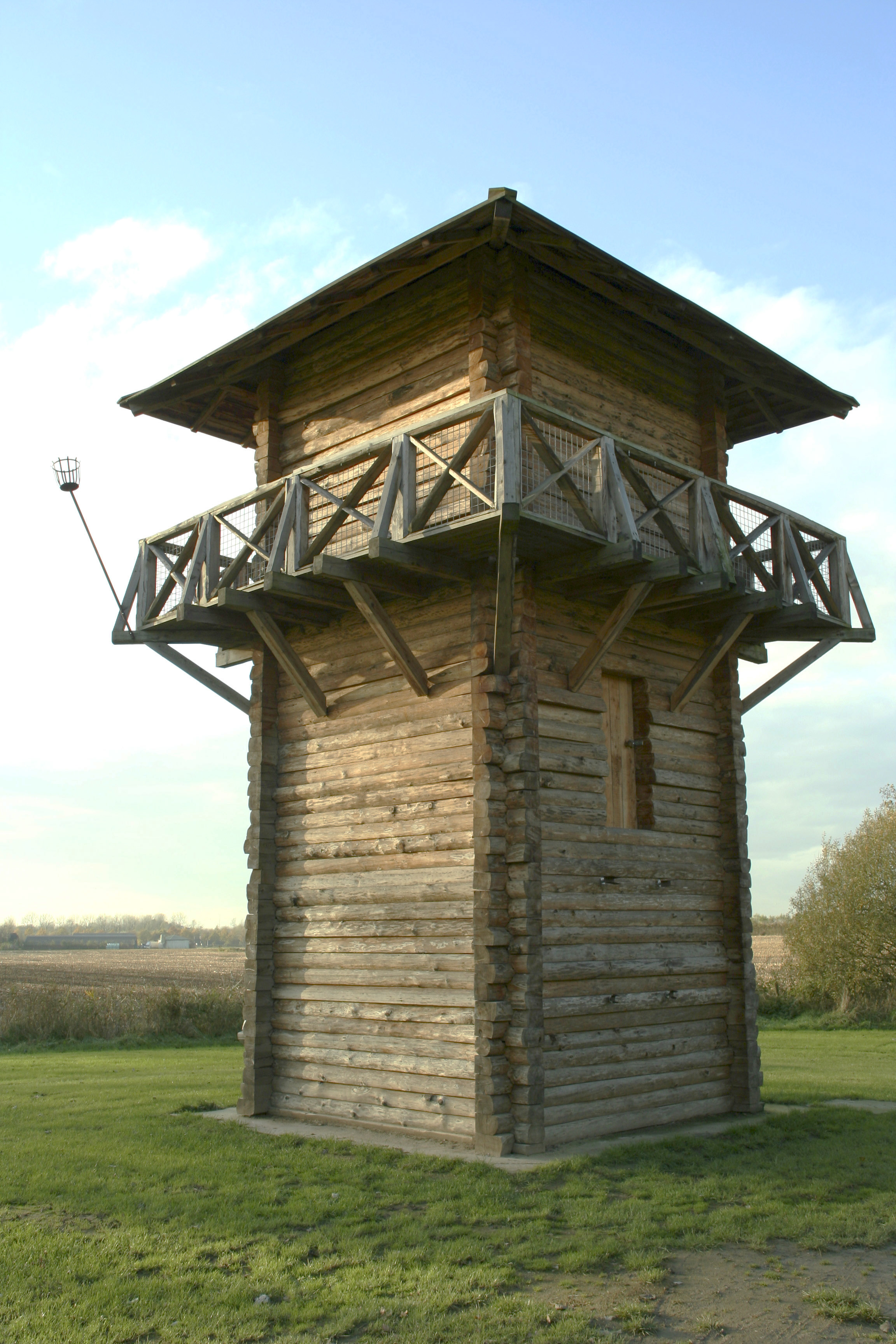
Replica van een Romeinse wachttoren bij Fort bij Vechten

Bij de aanleg van het fort en in de directe omgeving ervan zijn Romeinse overblijfselen gevonden. In de Romeinse tijd heeft hier een castellum gestaan dat bekendstond onder de naam Fectio. In 1869 werd een votiefsteen gevonden met daarop de tekst:
Deae Viradecdi cives Tungri et nautae qui Fectione consistent votum solverunt libentus merito
Vertaald: Aan de godin Viradectis hebben de cives en schippers, de Tungri, die in Vechten gevestigd zijn, hun gelofte ingelost, gaarne en met reden
Op een toegangsweg is een hedendaagse gedenksteen aan de toenmalige Romeinse grens (limes) geplaatst.

## Beschermd als rijksmonument
Het fort kent een beschermde status als rijksmonument. Om precies te zijn, zijn er 24 onderdelen die een inschrijving in het rijksmonumentenregister hebben. Deze en nog eens 10 onderdelen van de Nieuwe Hollandse Waterlinie die evenens rijksmonument zijn (de zogenaamde tussenstellingen richting Fort het Hemeltje en Fort bij Rijnauwen), zijn te vinden in de Lijst van rijksmonumenten rond Fort bij Vechten.